# آش
كان آش (بالإنجليزية: Ash)‏ إله الواحات في الديانة المصرية القديمة، وكذلك إله كروم العنب في منطقة غرب دلتا النيل، وبالتالي كان يُنظر إليه على أنه إله كريم وسخيّ. وقد وجد فلندرز بيتري عام 1923 في رحلته إلى سقارة عدة إشارات إلى آش في الدولة القديمة، مثلا على أختام أواني النبيذ: «لقد انتعشت بواسطة آش» كان نقشاً مشتركاً ومنتشراً بكثرة.
وقد تم تعريفه من قبل المصريين القدماء على أنه إله لقبائل اللوبيين والتحنو، والمعروفون باسم «شعوب الواحة»، ونتيجة لذلك كان آش معروفاً باسم «سيد ليبيا» أو «رب ليبيا» أو رب المناطق الحدودية الغربية المسكونة من قبل قبائل اللوبيين والتحنو والتي تتوافق تقريباً مع مساحة دولة ليبيا الحديثة، ومن الممكن أيضاً أنه كان يعبد في كوم أمبو كالإله الرئيسي الأصلي.

## الارتباط والتاريخ
في الأساطير المصرية، وكإله للواحات، كان آش مرتبطاً بالإله ست، والذي كان في الأصل إلهاً للصحراء، وكان يُنظر إليه على أنه حامي الصحراء. يعود أول ذكر معروف لآش إلى عصر ما قبل الأسرات، ولكن مع أواخر الأسرة الثانية الفرعونية تنامت أهميته كإله، وكان يُنظر إليه على أنه حامٍ للعقارات والمباني والمنازل، وحيث أن الإله المرتبط به هو ست، ففي مصر السفلى أعتبر آش حامياً للملوك أنفسهم، وكان لآش أهمية بمقدار أننا ما زلنا نرى ذِكراً له حتى الأسرة السادسة والعشرين.

## الوصف
في العادة كان آش يُصوَّر على صورة إنسان برأس أحد حيوانات الصحراء (أسد، نسر، الصقور، ثعبان، أو الحيوان المجهول الخاص بالإله ست). وفي الواقع فإن تصوير الإله آش هو من أوائل تصاوير الآلهة المعروفة في الفن المصري القديم التي تظهر الإله في صورة إنسان برأس حيوان.
كما يظهر آش في بعض النقوش والرسوم كإله متعدد الرؤوس، وذلك على عكس الآلهة المصرية الأخرى، على الرغم من ظهور بعض مثل هذه التمثيلات المركّبة مع الإله مين، وقد ربط بعض العلماء بين هذا التمثيل متعدد الرؤوس وبين آلهة السكيثيين.
لكن فكرة أن يكون آش إلهاً مستورداً طعن فيها العديد من العلماء، حيث أنه كان إلهاً في كوم أمبو قبل وقت طويل من ظهور الإله ست في وقت ما من الأسرة الثانية، ومن ألقابه هو «نبوتي» ويعني «الذي من نبوت» وهنا يظهر مكانه الأصلي (كوم امبو).
كما يظهر اسم آش أحياناً كاسم آخر للإله ست، كما تسمى سرقت مثلا «تا بيچيت» أو يطلق اسم «دونانوي» على «عنجيتي» (إله شبيه بحورس) أو يطلق على سشات اسم «سفخيت عبوي».